# 한국형 고체연료 발사체
한국형 고체 소형발사체는 국방과학연구소(ADD)가 개발한 고체연료 기반의 우주발사체(SLV)이다. 군용 정찰위성 발사가 주임무이다. 태양동기궤도(SSO, 500km) 페이로드 500-700kg급(기본형)과, 동일궤도 1500kg급(확장형)이 개발될 예정이다.
페이로드 탑재능력에 있어서, 일본의 엡실론은 태양동기궤도(SSO, 500km)에 590-700kg의 위성을 발사할 수 있다. 한편, 중국의 SD-3(ZK-1A)는 태양동기궤도(SSO, 500km) 1500kg이고, 미국의 미노타우르4(피스키퍼)는 태양동기궤도(SSO, 740km) 1000kg이다. 군은 태양동기궤도 500km 페이로드 500-700kg급의 기본형 발사체를 우선 개발하고, 동일궤도 1500kg급의 확장형 발사체를 개발할 예정이다. 군이 언급하고 있는 발사체가 그 성능에 있어서 전자의 경우 엡실론과 흡사함을  알 수 있으며, 후자의 경우 SD-3 또는 미노타우르4와 흡사함을 알 수 있다.
군이 공개한 최종 발사체(기본형)의 외형은 일본의 엡실론(개량형)과 흡사하다. 발사체의 전장은 대략 30m 정도로 추정되며, 직경은 2.3m 정도로 추정된다. 총 4단 구조이고, 유럽(ESA)의 베가, 일본의 엡실론과 같이, 최상단부인 4단은 액체추진엔진(PBV) 기반으로 비행하고, 나머지 1-3단에는 고체추진 방식 엔진(고체로켓모터)이 적용된다. 확장형 발사체의 1단 고체로켓모터는 향후 개발될 한국의 차세대 발사체(KSLV-3)의 고체부스터(SRB)로도 활용될 예정이다. 
정부는 개발될 발사체를 기반으로 해상 발사(Sea Launch)를 운용해 나갈 예정이다. 실제로 3회에 걸친 시험 비행체(TLV)의 시험 발사가, 서해 해상 및 제주 남방 해상의 바지선에서 이뤄졌다. 이와 같은 방식으로 중국의 창정11호(CZ-11)와 SD-3가 해상 발사를 운용하고 있다.
2023년 12월 4일 3차 시험 발사를 끝으로, 기본형 발사체의 개발이 최종적으로 완료되었다. 2020년 7월 28일 우주 발사체에 대한 고체연료 사용 제한이 해제되고 대략 3년 6개월만이다. 2025년에 최종 발사체(기본형)의 시험 발사가 1회 실시될 예정이다. 경우에 따라 추가적인 시험 발사가 1회 가량 있을 수 있다. 2025년의 최종 시험 발사에는 국방과학연구소가 제작하는 정찰위성이 발사될 예정이다. 2026년부터는 본격적으로 임무가 시작될 예정이다. 또한 2026년과 2027년에는 확장형 발사체의 시험 발사가 있을 예정이다.

## 역사
2020년 7월 28일, 청와대 김현종 국가안보실 2차장은 오후 브리핑을 통해 "한미 미사일 지침 (제4차) 개정으로 우주 발사체에 대한 고체연료 사용 제한이 해제됐다"고 밝혔다. 약 1년 뒤인 2021년 5월 22일 한미정상회담을 통하여 한미 미사일 사거리 지침이 42년만에 폐지되었다. 우주 발사체에 대한 고체연료 사용 제한이 해제되고 정확히 1년, 한미 미사일 사거리 지침이 폐지되고 2달 뒤의 2021년 7월 29일, 국방과학연구소(ADD)는 우주발사체용 고체로켓모터(고체추진기관) 연소 시험을 공개했다. 이 모터는 누리호(KSLV-2)의 1단과 2단에 사용된 KRE-075와 동일한 75t급의 추력을 낸다.
2021년 이후 ADD 관계자는 “고도 500km에 중량 500kg 정도의 위성을 보내는 발사체를 목표로 개발하고 있다” 고 말했다. 이 관계자는 “2025년 정도에 전남 고흥 나로우주센터에서 고체추진 우주발사체 본 발사를 할 것” 이라며, “그 이전에 2~3번쯤 시험발사를 해야 할 것” 이라고 설명했다. 2022년 3월 30일과 12월 30일에 각각 1차와 2차 시험발사가 성공적으로 완료되었다. 1차와 2차 시험 발사에는 1단 고체로켓모터가 제외된 시험 비행체1(TLV)이 사용되었다. 2023년 12월 4일 3차 시험 발사에는 1단 고체로켓모터가 적용된 시험 비행체2가 사용되었고 성공적으로 완료되었다.

## 고체로켓모터(고체추진기관)
한국항공대 장영근 교수는, 태양동기궤도(SSO) 500km에 무게 500kg 정도의 페이로드를 투입시키기 위해서는 1단 고체로켓모터의 추력이 최소 150t급, 무게 1000kg 정도 페이로드의 경우는 최소 200t급이 되어야 한다는 견해를 밝혔다. 3차 시험 발사 이후 군관계자는 언론에, 개발이 완료된 한국형 고체 소형발사체 기본형의 1단 고체로켓모터 추력이, 북한이 개발중인 고체로켓모터(추력 140t급)의 1.5-2배(210-280t급)의 추력을 낸다고 밝혔다. 시험비행체1(2단 고체로켓모터)에 비해 시험비행체2의 늘어난 화염의 길이, 크기가 확대된 노즐, 1단 모터의 무게 및 페이로드 무게를 고려하여도 추력중량비가 증가한 점, 기본형 발사체의 목표 임무 고도 및 페이로드를 미루어 보아도 이는 사실일 것으로 예상된다. 또한 화염의 색이 붉은 점을 미루어보아, 추진제로 HTPB보다 기술적으로 진보된 NEPE가 사용되었을 가능성이 크다. 1단 고체로켓모터는 단일모터이며 노즐은 1개이다. 이에 따라 보조 엔진없이도 추력 방향을 제어하는 '추력 편향'(TVC) 기술을 적용한 형태이다. 군은 확장형 발사체 개발을 위하여 추력을 더욱 강화시킬 예정이다. 
참고로, 중국 SD-3(ZK-1A)의 1단 추력은 200t급이며 직경은 2.6m이다. 미국의 미노타우르4 1단 SR-118과, 이 SR-118의 일본 라이선스 생산 버전인 일본의 엡실론 1단 SRB-A3는 230t급의 추력을 낸다. 직경은 각각 2.3m와 2.5m이다. 한동안 단일모터로는 세계 최대라고 언급되었던 유럽(ESA)의 베가 1단 P80이 300t급의 추력을 내며, 직경이 3.0m이다.
한국형 고체 소형발사체 확장형의 1단 고체로켓모터가 차세대 발사체(KSLV-3)의 고체부스터로도 활용될 전망이다. 유럽(ESA)의 베가(베가C)와 일본의 엡실론(엡실론S)이 각각 EU의 아리안5/6와 일본 H-2A/B, H3의 고체부스터로 활용된다. 한국이 개발할 차세대 발사체(KSLV-3)의 경우, 유럽과 일본의 발사체들과는 달리, 케로신을 연료로 사용하는 다단연소사이클 방식의 엔진이기 때문에, 미국 아틀라스V와 흡사한 설계 및 운용 방식이 될 것이다.

## 시험발사

### 1차
2022년 3월 30일, 국방부는 국방과학연구소(ADD)가 충남 안흥종합시험장에서 순수 국내 기술로 개발한 고체 추진 발사체 성능시험을 위한 시험 비행체1(TLV)의 첫 번째 발사에 성공했다고 밝혔다. 국방부는 이번 시험이 2021년 7월 고체추진기관(고체로켓모터) 연소시험 성공 이후 8개월만에 이뤄졌다고 설명했다. 시험에서는 우주발사체 필수 기술인 △대형 고체 추진기관 △페어링(로켓 덮개 부분) 분리 △단 분리 △상단부 자세제어 기술 관련 검증이 이뤄졌다고 국방부는 설명했다. 이어 추가 검증 이후 실제 위성을 탑재해 발사를 진행할 것이라고 덧붙였다. 점화 및 연소 시험은 2단만 진행하였다. 2단 고체로켓모터의 추력은 75t급이다.

### 2차
1차 발사와 동일하게 안흥종합시험장에서 실시 되었다. 2022년 3월의 1차 시험 당시에는 기본적인 발사체 성능을 비롯해 일부 기능만 테스트됐다. 반면 2022년 12월 30일 2차 시험에서는 ‘발사→2~4단 분리→페어링 분리→더미위성 분리’에 이르는 전 과정을 테스트했으며, 모든 단의 점화 및 연소 시험 역시 진행되었다. 모든 기능이 정상 작동했다. 고도 450km에 더미위성을 투입하였다. 이번 발사는 1차 시험 발사와 동일하게 1단을 제외한, 2단, 3단, 4단으로 이뤄진 시험 비행체1이 사용되었다.

##### 3차
2023년 12월 4일, 1차 및 2차 시험 발사와는 달리 제주도 서귀포시 중문동 인근 해상 4km 지점에서 시험 발사가 진행되었다. 1단+3단+PBV(4단)의 구조인 시험 비행체2(TLV)가 사용되었다. 시험 비행체1과 마찬가지로 시험 비행체2에는 자세제어용 날개가 사용되었다. 1단 고체로켓모터의 추력은 북한이 개발중인 고체로켓모터의 1.5~2배 수준인 210~280t급이라는게 군의 설명이다. 이 날의 시험 발사에는 고도 650km에 한화 시스템이 개발한 무게 101kg의 소형 SAR 위성이 성공적으로 투입되었다.

## 주요국 고체 소형발사체 비교
|         | 창정11호(CZ-11) | SD-3(ZK-1A) | 미노타우르4 | 베가            | 엡실론          |
| 국가    | 중국            | 중국        | 미국        | 유럽(ESA)       | 일본            |
| 전장    | 20 m            | 30 m        | 24 m        | 30 m            | 26 m            |
| 추진    | 3단고체+4단액체 | 4단고체     | 4단고체     | 3단고체+4단액체 | 3단고체+4단액체 |
| 중량    | 58톤            | 135톤       | 86톤        | 136톤           | 96톤            |
| 1단추력 | 120톤           | 200톤       | 230톤       | 300톤           | 230톤           |
| SSO위성 | 500kg           | 1500kg      | 1000kg      | 1400kg          | 590-700kg       |
| LEO위성 | 0.7톤           | 2톤         | 1.7톤       | 1.9톤           | 1.5톤           |
| 발사대  | 이동식          | 이동식      | 이동식      | 고정식          | 이동식          |

태양동기궤도(SSO) 페이로드 탑재능력에 있어서, 창정11호(CZ-11)는 고도 500 km에 500kg이다. 엡실론은 고도 500 km에 590-700 kg 위성을 발사할 수 있다. 새로 개량중인 엡실론S는 고도 700 km에 600kg의 위성을 발사할 수 있다. SD-3(ZK-1A)는 고도 500 km에 1.5t 위성을, 미노타우르4는 고도 740 km에 1t 위성을 발사할 수 있다. 베가는 고도 700 km에 1.4t 위성을 발사할 수 있다.
성능에 있어서 한국형 고체 소형 발사체의 기본형은 엡실론(엡실론S) 이상급, 확장형은 베가나 SD-3, 미노타우르4급일 것으로 예상된다. 확장형의 성능은 누리호(KSLV-2)에 근접한 수준이며, 따라서 개발이 완료되면 사실상 누리호를 퇴역시킬 것으로 예상된다. 
2019년에 중국은 상업용 발사체 포트폴리오를 공개하였다. 공개된 SD-2는 CZ-11(창정 11호)를 기반으로 개발될 예정이다. 한편 SD-3는 ZK-1A를 기반으로 개발되었다. 이들 발사체들은 신속대응 정찰위성 발사용 발사체로, 고정 발사시설은 물론 TEL과 철도를 이용한 지상발사와, 바지선을 이용한 해상발사를 운용중이다. 이는 한국이 개발할 고체 소형발사체의 임무 및 운용형태와도 일치할 것으로 보이며, 따라서 개발 당시 국방과학연구소(ADD)가 이들 발사체들을 충분히 참고하였을 것으로 추측된다. 
참고로, 중국의 CZ-11(창정 11호)은 ICBM인 DF-31을 기반으로 개발되었을 것이라 추측되며, DF-31은 5발의 전술핵탄두를 운반하는 것으로 알려져 있다. 한편, ZK-1A(SD-3)는 ICBM인 DF-41을 기반으로 개발되었을 것이라 추측되며, 10발의 전술핵탄두를 운반하는 것으로 알려져 있다. 미국의 미노타우르4는 ICBM인 피스키퍼를 기반으로 개발되었고, 12발의 전술핵탄두를 운반하는 것으로 알려져 있다.

## 같이 보기
- 캐스터 로켓
- 미노타우르 4호